# 仁川江華警察署
仁川江華警察署（インチョンカンファけいさつしょ）は、仁川地方警察庁所管の警察署である。

## 管轄区域
- 江華郡

## 沿革
- 1945年10月21日 - 江華警察署として開署。
- 1992年11月6日 - 現在の庁舎が完成。
- 1995年3月1日 - 江華郡が京畿道から仁川広域市に所属が変更されたことに伴い、京畿地方警察庁から仁川地方警察庁に所属が変更される。
- 2011年12月27日 - 仁川江華警察署に改称。

## 組織
- 警務課
- 生活安全交通課
- 捜査課
- 情報保安課

## 管轄派出所
- 沁都派出所
- 仙源派出所
- 吉祥派出所
- 仏恩派出所
- 華道派出所
- 内可派出所
- 良道派出所
- 松海派出所
- 河岾派出所
- 両寺派出所
- 大青派出所
- 三山派出所
- 喬桐派出所
- 西島派出所